# Hans Fels
Hans Fels (Amsterdam, 1948) is een Nederlands cineast.

## Opleiding
Fels studeerde na het gymnasium geschiedenis aan de Universiteit van Amsterdam en behaalde in 1978 zijn doctoraalexamen. Hij werkte al tijdens zijn studie in de Nederlandse filmindustrie, eerst als assistent en vanaf 1976 als zelfstandig cameraman en regisseur. 

## Documentair werk
Hans Fels behoort tot VPRO-school, die ontstond uit een groep Nederlandse documentairemakers die zich in de jaren zeventig rond de VPRO verzamelden. Vanaf 1978 werkte hij met grote regelmaat voor de VPRO en vanaf 1985 fulltime. Hans Fels heeft als cameraman en regisseur voornamelijk buiten Nederland gewerkt. Vanaf het begin was hij betrokken bij de VPRO-buitenlandprogramma’s als Himalaya en vooral Diogenes, dat in 1985 begon en 14 seizoenen zou blijven bestaan. Voor Diogenes reisde hij onophoudelijk over de wereld en berichtte bijvoorbeeld uit Vietnam, Cambodja, Korea, China, Taiwan, Chili, Argentinië, Panama, de Filipijnen, Zuid-Afrika, de Verenigde Staten, de Sovjet-Unie en Rusland. Fels heeft vooral veel gefilmd in het Midden-Oosten, rond het Israëlisch-Palestijns conflict. Fels werkte alle 14 seizoenen mee aan Diogenes en volgde Jan Blokker op als eindredacteur van het programma. Na een intermezzo was hij de laatste twee seizoenen wederom eindredacteur van het programma. 
Hans Fels produceerde in 2010 de documentairefilm "Darwin's verstekeling" voor de VPRO met de Engelse schrijver Redmond O'Hanlon in de hoofdrol, als kroon op het Beagle project. De film ging op 21 augustus 2010 tijdens Sail in het muziekgebouw aan t'ij in première.

## Dramaproducties
Naast documentair werk heeft hij een aantal dramaproducties en een speelfilm op zijn naam staan. Hij legde zich in het bijzonder toe op de tussenvorm van de gedramatiseerde documentaire. Het Tweede Gezicht, over de schrijver Menno ter Braak, is daarvan een voorbeeld. Voor zijn korte kinderspeelfilm De Doos voor Afrika kreeg hij in 2005 de speciale "Europese Prijs voor de beste Kinderfilm" van de kinderjury. Een aantal van zijn films, waaronder Cambodia Rivisited en Donker Donker Land, werden in het buitenland bekroond.

## Publicaties
Hans Fels publiceerde twee boeken:
- 1977 - Een Leven Lang Ben Sajet, de biografie van de arts Ben Sajet (uitgeverij In den Toren, Baarn)
- 1998 - In het Landschap van mijn ouders. Verhalen (uitgeverij Meulenhoff).

Hans Fels woont en werkt afwisselend in Frankrijk en Nederland.
- Gemeinsame Normdatei: 173422810
- International Standard Name Identifier: 0000 0000 3437 743X
- Library of Congress Control Number: n98090686
- Nederlandse Thesaurus van Auteursnamen: 070085722
- Virtual International Authority File: 267008746
- WorldCat: E39PBJgX9p9VDXWv3v9B4wc9Dq